# アイカタ〜大切な人の【イイところ】撮ってきてください〜
『アイカタ〜大切な人の【イイところ】撮ってきてください〜』（アイカタ たいせつなひとのイイところとってきてください）は、NHK総合テレビジョンで2024年4月7日に放送された単発特別番組である。

## 概要
一人の撮影者が1台のカメラで、『アイカタ』（自分にとって一番大切な人）の『イイところ』を撮るために密着。そのVTRをMCの加藤が自宅で鑑賞しコメントする。
当番組のディレクターは『めちゃ×2イケてるッ!』（フジテレビ）総監督であった片岡飛鳥が担当。

## 出演者

### MC
- 加藤浩次（極楽とんぼ）

## スタッフ

### レギュラー版
レギュラー版から参加→※
- サブMC：川口 由梨香（NHKアナウンサー）（※）
- 題字：加藤香織
- 構成：伊藤正宏、鈴木工務店、渡辺陽介（共に※）
- 撮影：辻稔
- 照明：安藤雄郎
- 映像技術：渕真悟（特番時代は編集）
- 音声：鈴木久美子（※）
- 音響効果：笠松広司
- ディレクター：森田遥平、山口貴由、阿部和孝（※）、内山真吾、大沼奈保子（※）、奥田鷹章（※）、北沢建一
- 演出・制作統括：片岡飛鳥（特番時代はディレクター）
- プロデューサー：高木大輔、長谷川和音（※）
- 制作統括：岡和子（特番第2回 - ）、末次徹、寺岡環（特番第1回 - ）
- 制作：NHKエンタープライズ
- 制作・著作：NHK、とぶとりっぷ（※）

### 過去のスタッフ
特番時代
- 音声：嶽はる菜
- 取材：北沢建一
- 制作統括：夏野亮（特番第2回まで）
- 制作・著作：エヌコミュニケーションズ（特番第2回まで）